# Ole Rasmussen
Pour les articles homonymes, voir Rasmussen.
Ole Rasmussen est un footballeur danois né le 19 mars 1952 à Næstved. Il évoluait au poste de milieu de terrain.

## Biographie

### En club
Il joue un total de 108 matchs en première division allemande, inscrivant 4 buts dans ce championnat.

### En équipe nationale
International danois, il reçoit 41 sélections pour 1 but en équipe du Danemark entre 1975 et 1984. 
Il joue son premier match en équipe nationale le 25 septembre 1975 contre la Suède et son dernier le 12 septembre 1984 contre l'Autriche. Le 23 mai 1976, il inscrit un but face à l'équipe de Chypre. C'est son seul but en équipe nationale.
Il fait partie du groupe danois lors de l'Euro 1984. Le Danemark atteint les demi-finales de la compétition, en étant éliminé par l'Espagne.
Il joue 9 matchs comptant pour les tours préliminaires de la coupe du monde, lors des éditions 1978 et 1982.

## Carrière
- 1971-1975 :  Næstved BK
- 1976-1980 :  Hertha BSC
- 1980-1981 :  Odense BK
- 1981-1984 :  Hertha BSC
- 1984-1986 :  Næstved BK